# Segura (planta)
Els botonets (Tanacetum parthenium) és una espècie de planta amb flors del gènere Tanacetum dins la família de les asteràcies (Asteraceae).
Addicionalment pot rebre els noms de botons de plata, camamilla, camamil·la, camamilla amarga, camamilla amargant, camamilla basta, camamil·la blanca, camamilla borda, camamil·la borda, camamilla d'Aragó, camamilla d'hort, camamilla de jardí, camamilla de l'hort, camamilla de les bèsties, camamilla de mula, camamilla de parets, camamilla de Sòria, camamilla del bestiar, camamilla del tros, camamilla dels animals, camamilla dels horts, camamilla dolça, camamilla negra, camamilla per a les persones, camamilla pudent, camamil·la pudent, camamilla purgant, camamilla segura, confits, herba de la mare, herba de la matriu, herba de Sant Antoni, herba del remuc, herba tanarida, marerba, matricària, segura i tanarida. També s'han recollit les variants lingüístiques camamila d'hort, camamilla pudenta, camamil·la pudenta, camamilla purganta, camamirla basta, camamirla borda, camamirla d'hort, camamirla negra, camomilla, danarida, herba danarida, matronària i sagura.
És una planta medicinal tradicional que es troba en molts jardins antics i que també es fa servir com a planta ornamental. La planta és un subarbust que fa uns 45 cm d'alt amb les fulles que tenen una flaire de llimona està coberta per flors del tipus de la margarida. S'estén ràpidament i en poc temps pot ocupar una àmplia.

## Cultiu
És una planta herbàcia perenne que s'ha de plantar en un lloc a ple sol distanciant les plantes uns 40 cm. pot resistir gelades de fins -30 °C i s'ha de tallar arran de terra quan arriba la tardor. És originària del Balcans, Anatòlia i el Caucas.

## Usos

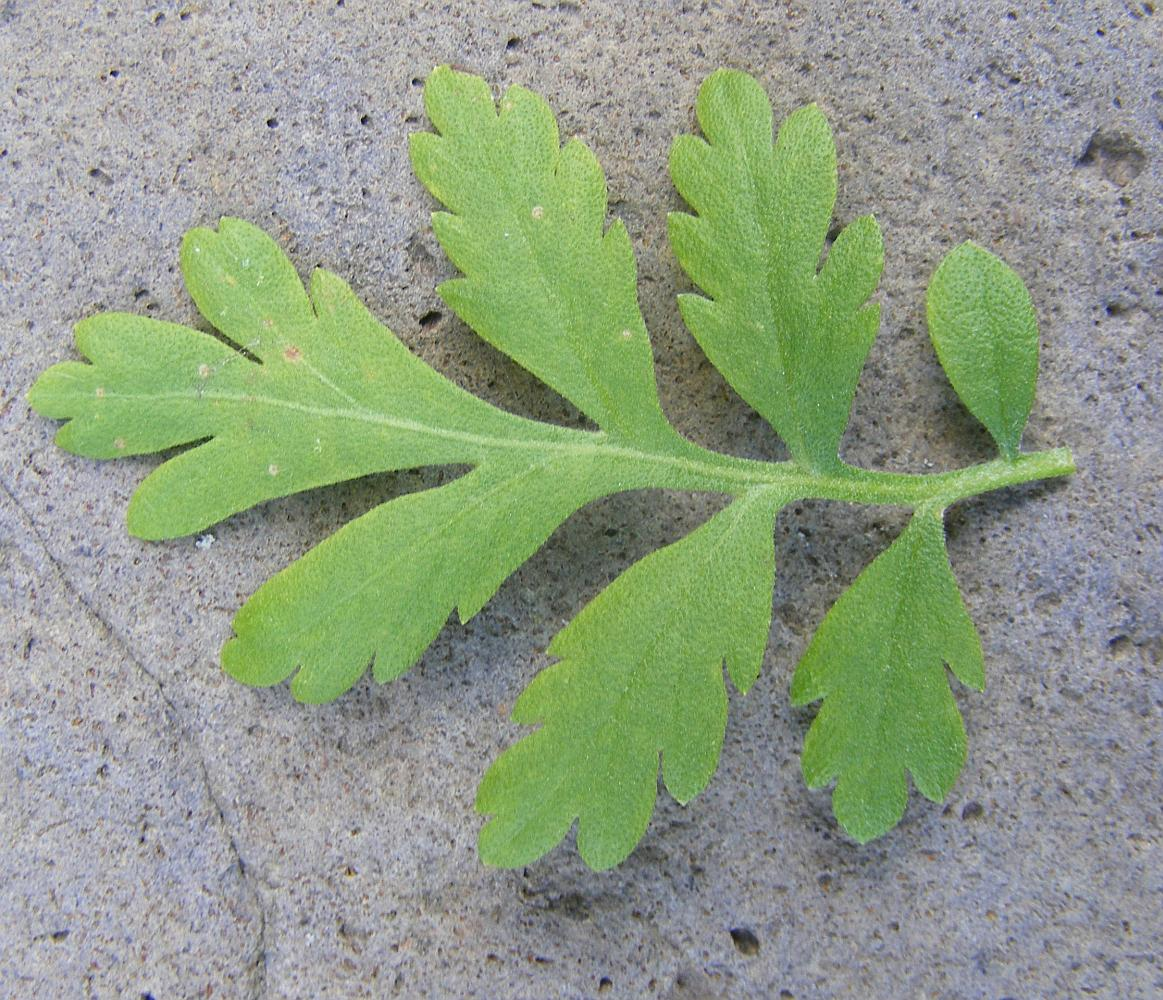
Fulles de botonets

Ja el grec del segle primer Dioscorides la feia servir com antiinflamatori.
En anglès el seu nom "feverfew" deriva del llatí febrifugia, que significa "reductora de la febre." S'ha usat per abaixar la febre i per combatre el mal de cap i l'artritis i els problemes digestius, malgrat que les proves científiques no li donen més valor que l'efecte placebo.
Els ingredients actius dels botonets inclouen la partenolida i la tanetina. En el cas de la partenolida s'ha mostrat científicament que indueix l'apoptosi en algunes cèl·lules de càncer in vitro.
L'ús a llarg termini dels botonets seguit d'una interrupció brusca pot donar problemes per la salut.
Les dones embarassades no haurien de prendre els botonets.